# 재키 (잡지)
재키(Jackie)는 영국의 주간 소녀 잡지였다. 이 잡지는 1964년 1월 11일부터 1993년 7월 3일에 폐간될 때까지 D. C. Thomson & Co. Ltd of Dundee에서 발행되었으며 총 1,538호가 발행되었다. Jackie는 특히 1970년대에 10년 동안 영국에서 가장 많이 팔린 십대 잡지였다.